# Balustrade

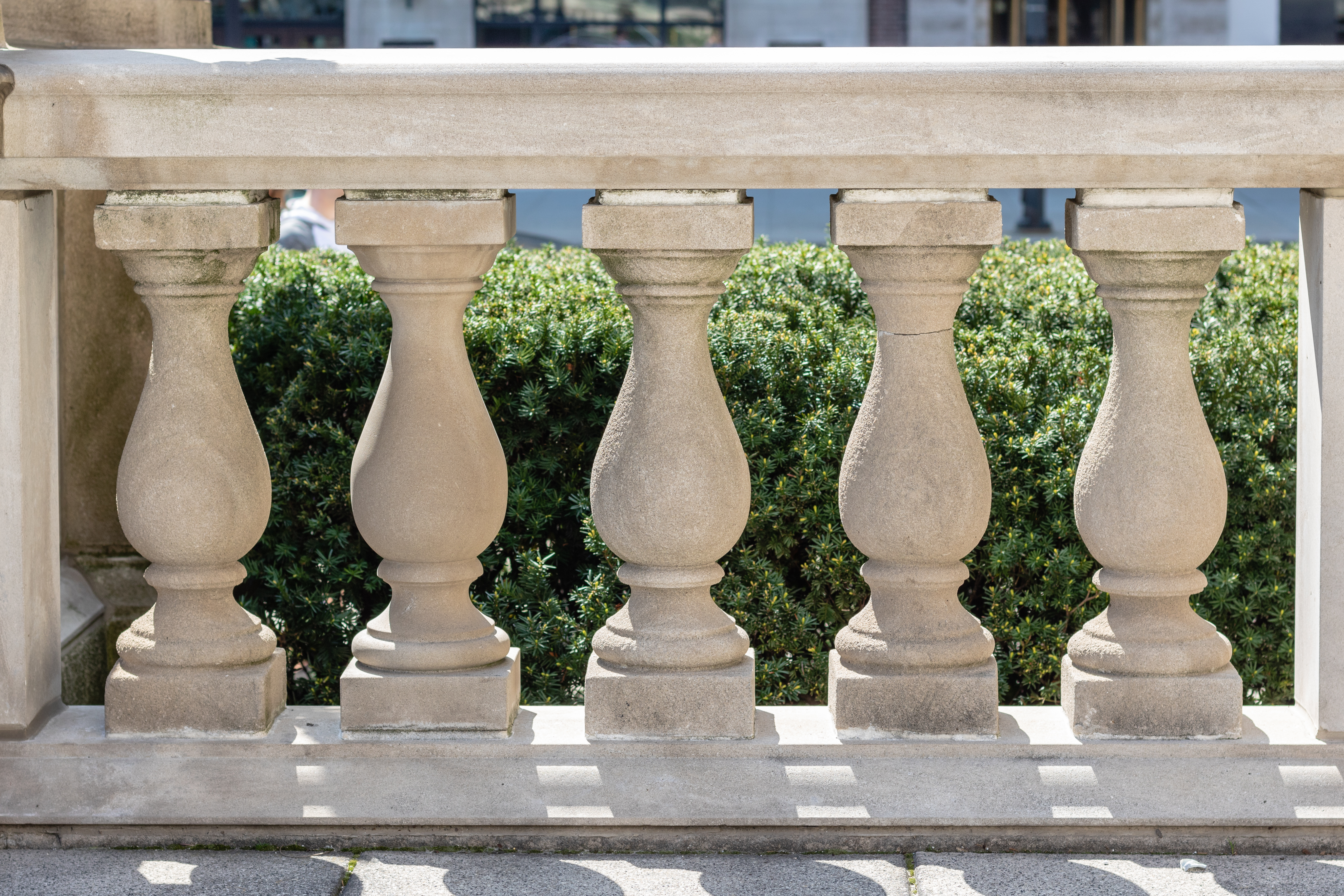
Klassische Balustrade

Eine Balustrade (Dockengeländer) ist ein aus Balustern (Docken, Tocken) gebildetes, durchbrochenes Geländer an Treppen, Brücken, Balkonen, Söllern usw., als raumtrennendes Element oder als Dachabschluss (Attika). Sie ist die typische Form von Geländern und Brüstungen der Renaissance und des Barocks, oft auch durch Pfeiler (Hauptpfosten) in einzelne Abschnitte unterteilt.

## Begriffsherkunft
Der Begriff Balustrade rührt vom französischen balustre, bzw. vom gleichbedeutenden italienischen balaustro und geht zurück auf das altgriechische βαλαύστριον / balaustrion = Blüte des wilden Granatapfelbaums, unreifer Granatapfel.
Der Begriff Docke stammt vom mittelhochdeutschen tocke =  Bündel, Walze. In der Kunstsprache verschiedener Handwerke hielt sich der Begriff Docke auch als „Zapfen oder Säule von Holz“.

## Form, Aufbau und Material
Der einzelne Baluster ist ein untersetztes Säulchen von rundem oder eckigem Querschnitt mit stark profiliertem Schaft. Das unsymmetrische Profil des klassischen Balusters übernimmt die schwellende und sich nach oben verjüngende Form des unreifen Granatapfels. Die Teile des Balusters wurden von unten nach oben als Fuß, Bauch, Hals und Kopf bezeichnet. Von diesem klassischen Profil abgeleitet gibt es zahllose formale Variationen, die sich teilweise völlig von der ursprünglichen Granatapfelform lösen, jedoch alle eine schwellende oder sich verjüngende Form aufweisen und sich dadurch vom gemeinen Geländerstab absetzen. Der barocke Architekturtheoretiker Johann Friedrich Penther beschrieb die Gestalt eines Balusters 1744 so: „ist ein niedriges Säulchen, nicht viel über 3 Fuß hoch, mit allerhand Ausschweiffung, Bauchung und Einziehung gemacht, auch mit Simswerck, Laubwerck und dergleichen Zierrathen versehen.“
Zur Balustrade gehören als die Baluster verbindende Bauteile unten eine Basis (Sockel, Postament, Untergurt) und oben ein Handlauf (Abdeckplatte, Obergurt). Das Handbuch der Architektur forderte noch 1891, dass „die Stellung der Docken eine möglichst dichte sein muß, mindestens derartig, daß die Zwischenräume der Dockenbreite entsprechen; in der Regel wird es sich aber empfehlen, daß, sie noch dichter zu setzen, so daß sich die Kapitel-Abaken fast berühren.“ Die Balustrade kann im Grundriss gerade oder gebogen geführt sein.
Architekturtheoretiker hatten auch versucht, die Balusterformen entsprechend den klassischen Säulenordnungen zu unterscheiden.
Eine formal und materialmäßig vereinfachende Form der Balustrade ist die Brettbalustrade aus Brettbalustern, vor allem bei spätbarocken Treppen.

Das Material der Baluster und Balustraden ist je nach dem Verwendungszweck und Verfügungsmöglichkeiten verschieden: Holz, das gedrechselt oder geschnitzt wird, Naturstein der gehauen, gehobelt, gedreht und gedrechselt wird (auch Kunststein), Stuckmarmor oder Metall (Gold, Bronze und am häufigsten Gusseisen). Neuere Baluster sind aus Beton gefertigt. 

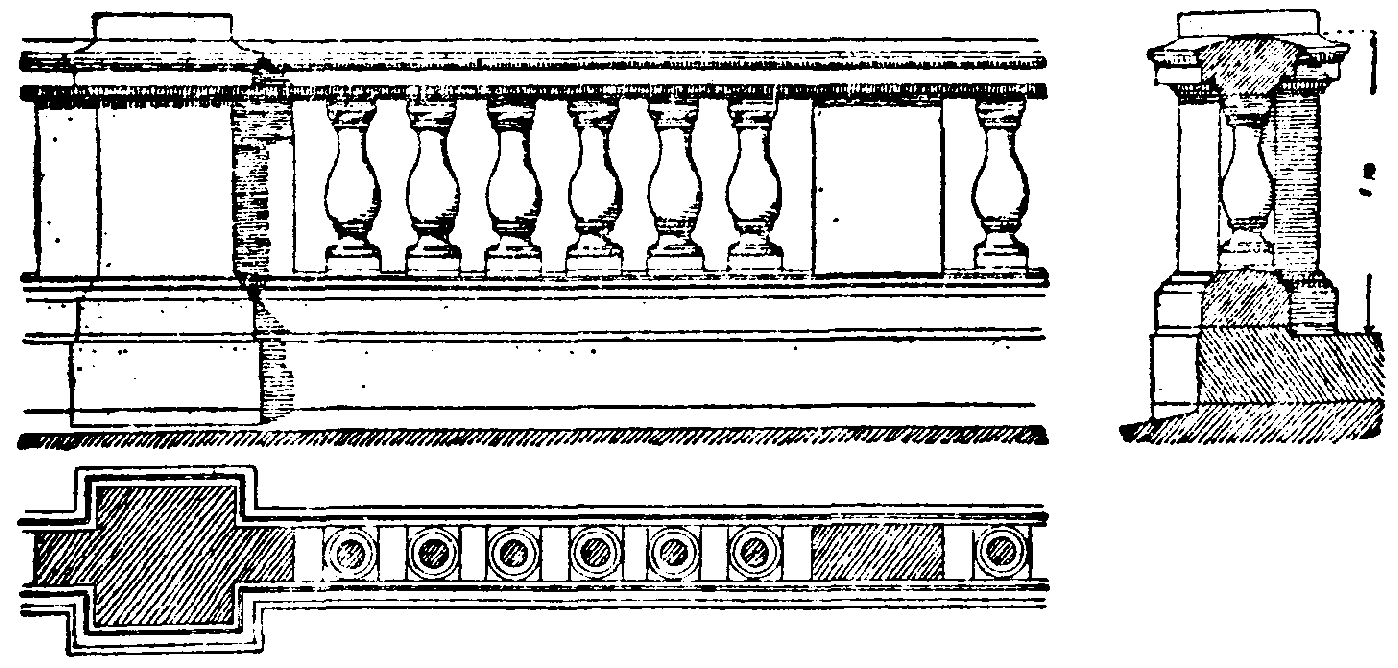
Balustrade (Ansicht, Querschnitt, Grundriss)
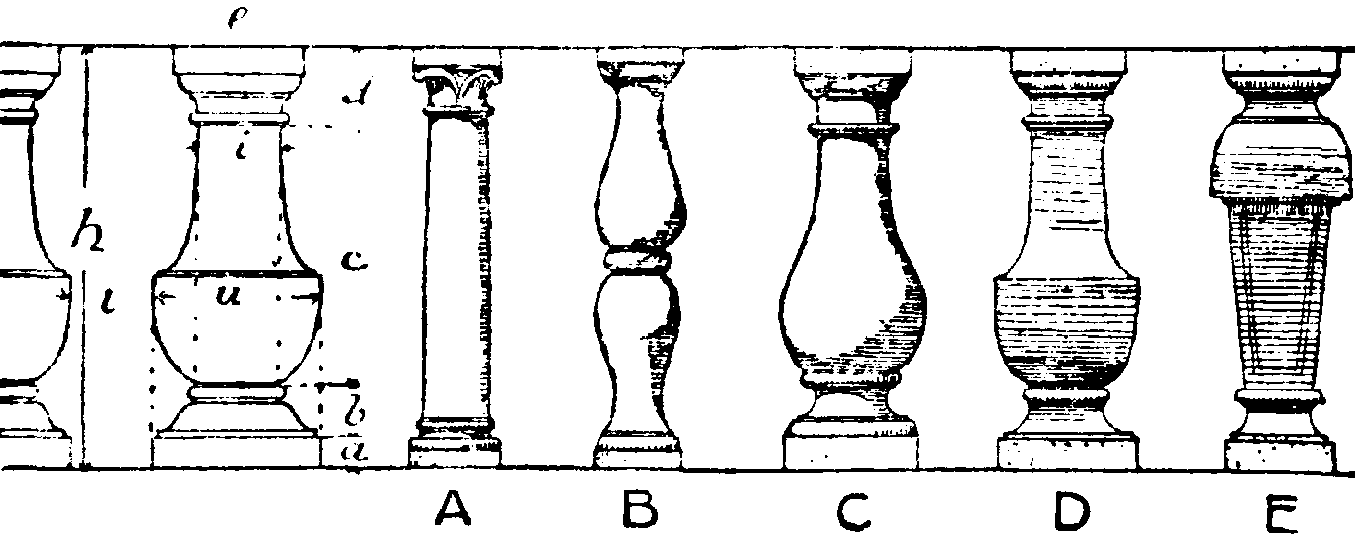
Muster für Balusterprofile (Das Säulchen A ist kein Baluster)
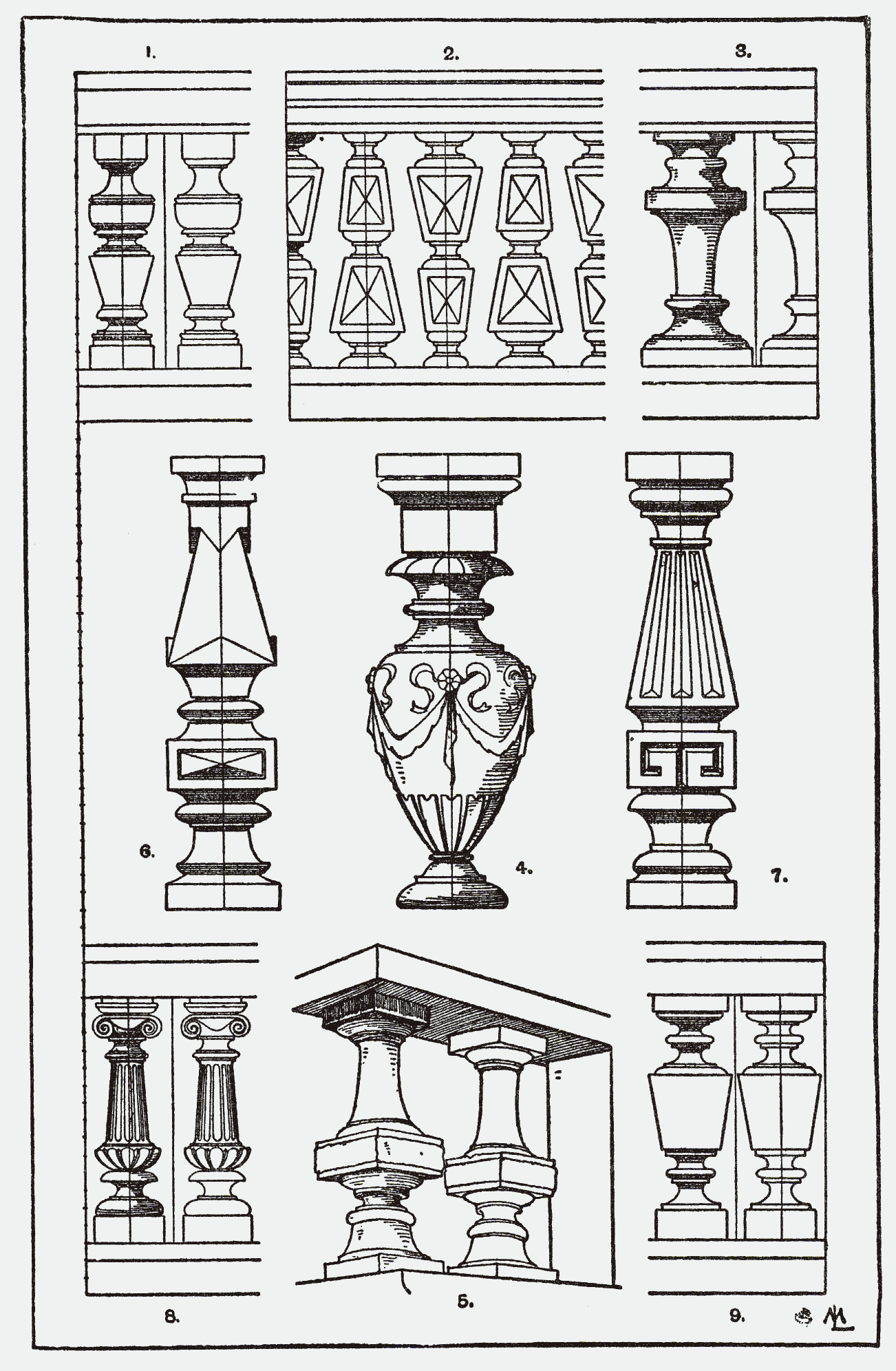
Balusterformen in einer Ornamentsammlung (Franz S. Meyer, 1898)
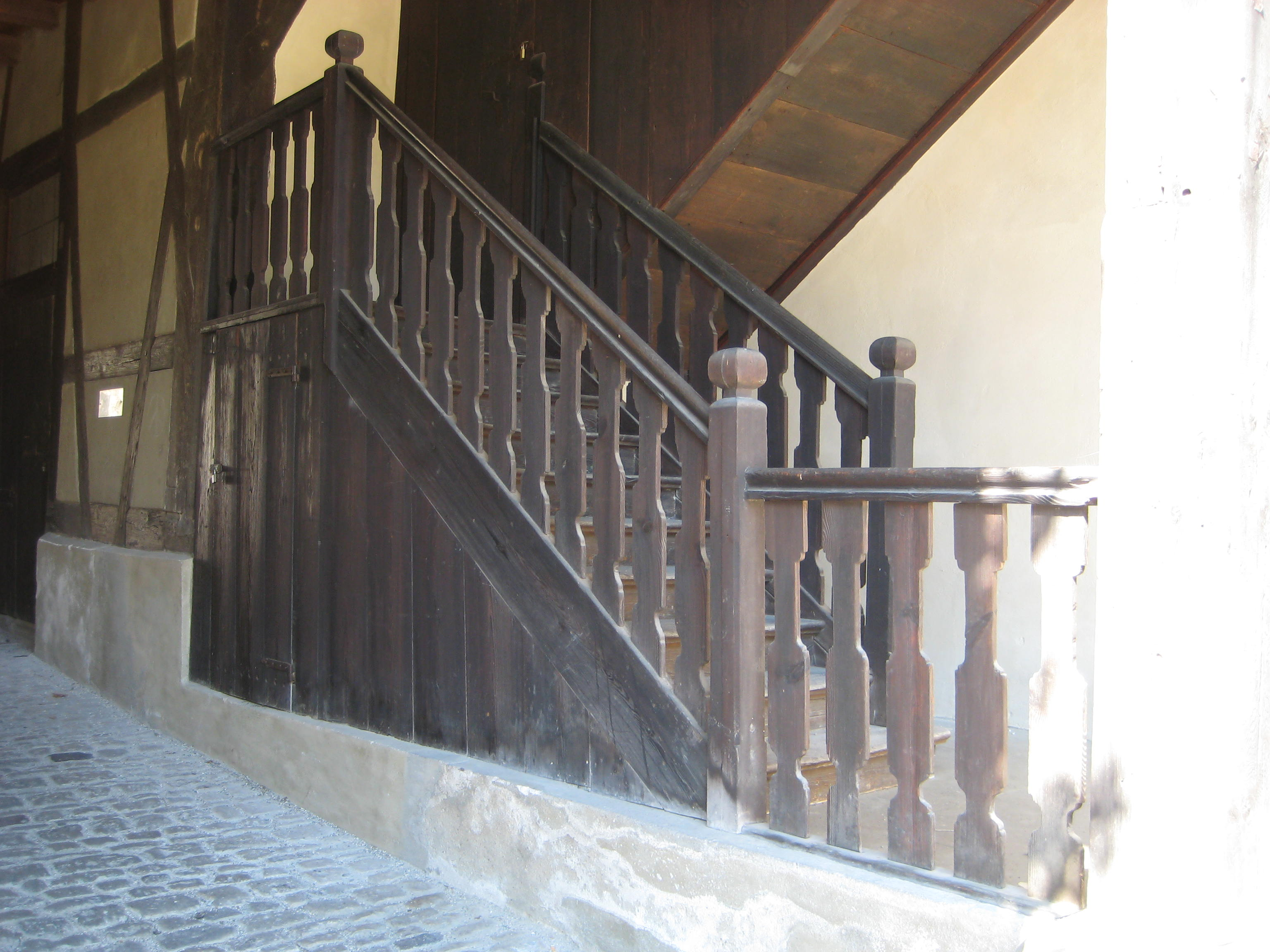
Spätbarocke Brettbaluster-Treppe (Alte Hofhaltung, Bamberg)

## Verwendung
Balustraden sind in der historischen Architektur ein gliederndes und schmückendes Architekturelement, das im weitesten Sinne vor allem als Geländer bzw. Brüstung verwendet wird, beispielsweise von einer Terrasse oder eines Balkons. Diese abtrennende Funktion ist auf Gebäudefassaden übertragen worden, u. a. als Attika oder als Fensterbrüstung, wo solche Zierbalustraden eine Funktion zur Gliederung repräsentativer Fassaden übernehmen können.
Balustraden wurden auch als Schranken in Innenräumen verwendet, etwa als Chorschranke bzw. Altarschranke oder früher in Gerichtsräumen als Gerichtsschranke zur Absonderung der Parteien.
Eine besonders repräsentative Rolle spielten Baluster in barocken Treppenanlagen, wo sie das Balustermotiv einer horizontal verlaufenden Balustrade in ein schräges Treppengeländer übersetzten.

Balustraden werden seit den 1980er Jahren wieder vermehrt als historisierende Gartendekoration und Hausschmuck für Balkone, Terrassen und Terrassen verwendet. In der Regel werden hierfür kostengünstige Betonfertigteile eingesetzt.

Beispiele für Balustraden
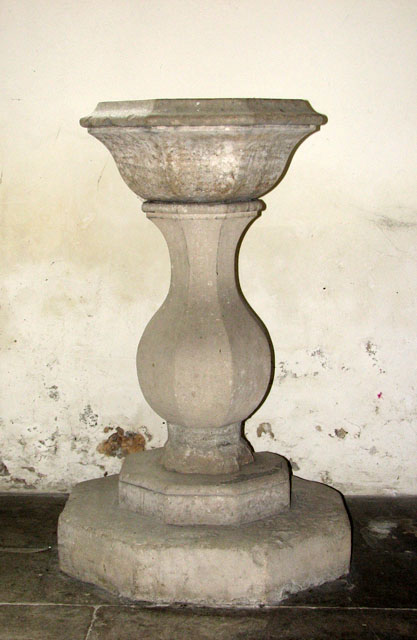
Einzelbaluster als Träger eines Taufbeckens (St. Andrew's, Northwold)
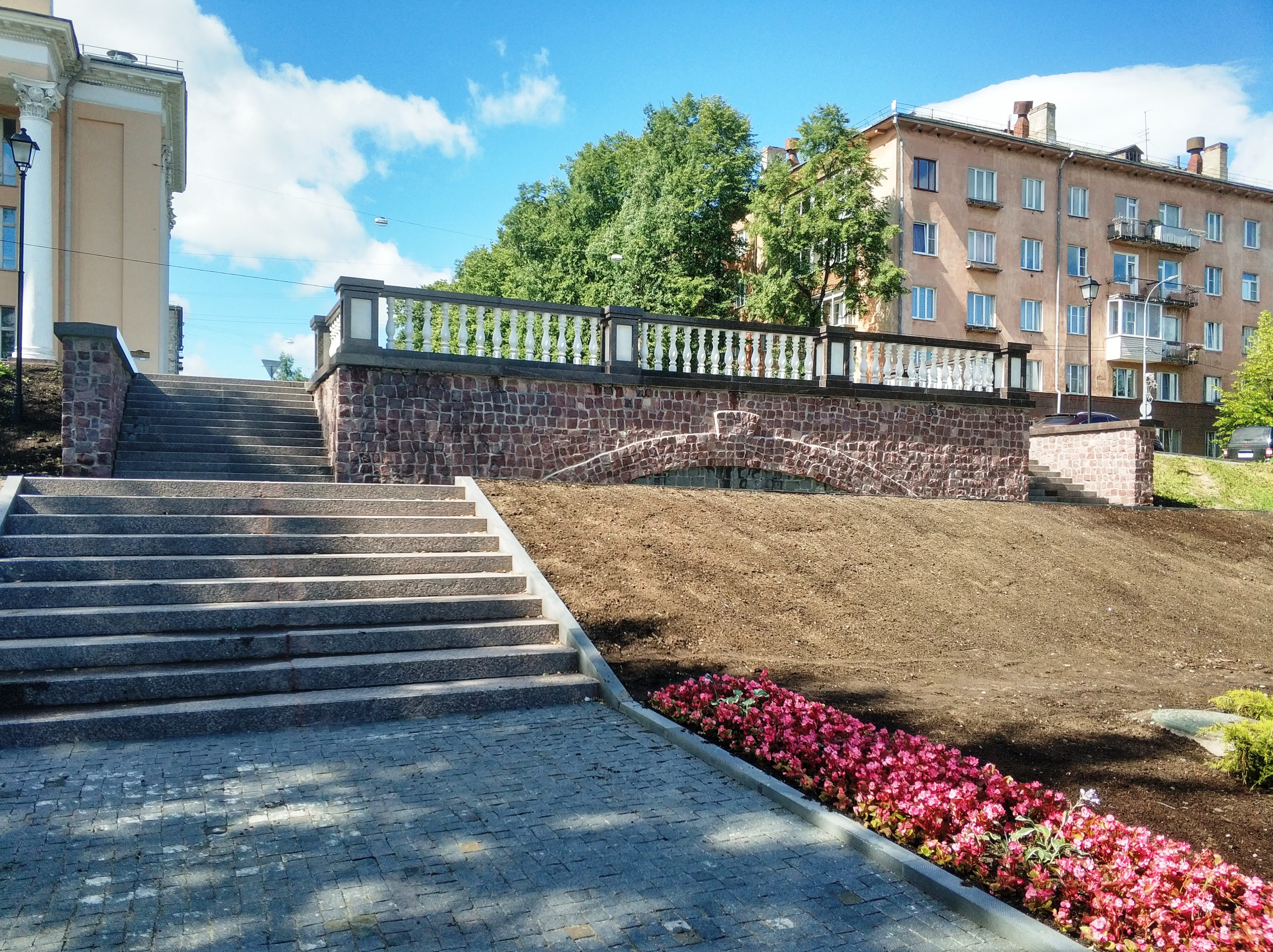
Balustrade an einer Terrasse (Petrozavodsk)
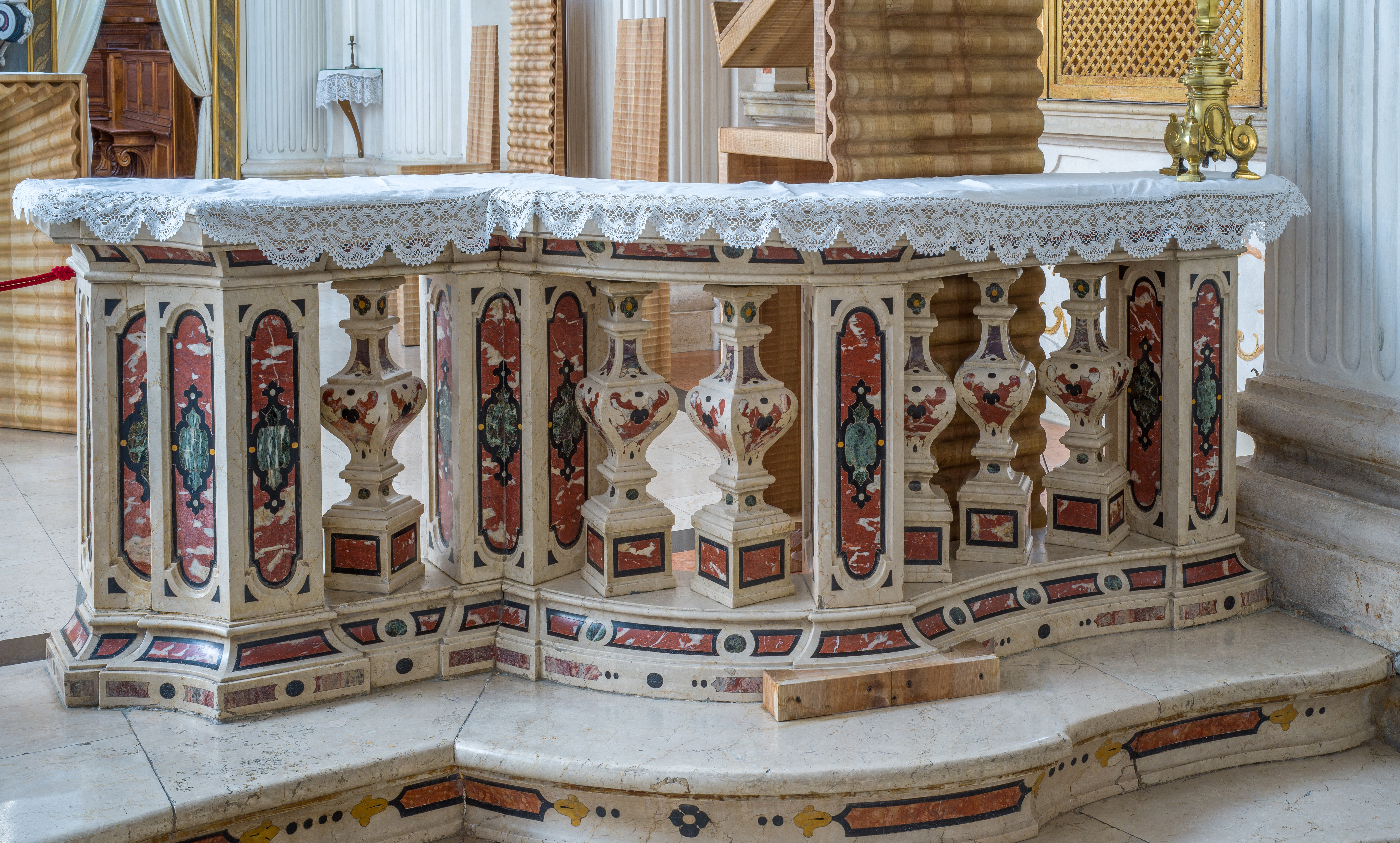
Balustrade als barocke Chorschranke (San Gaetano, Brescia)
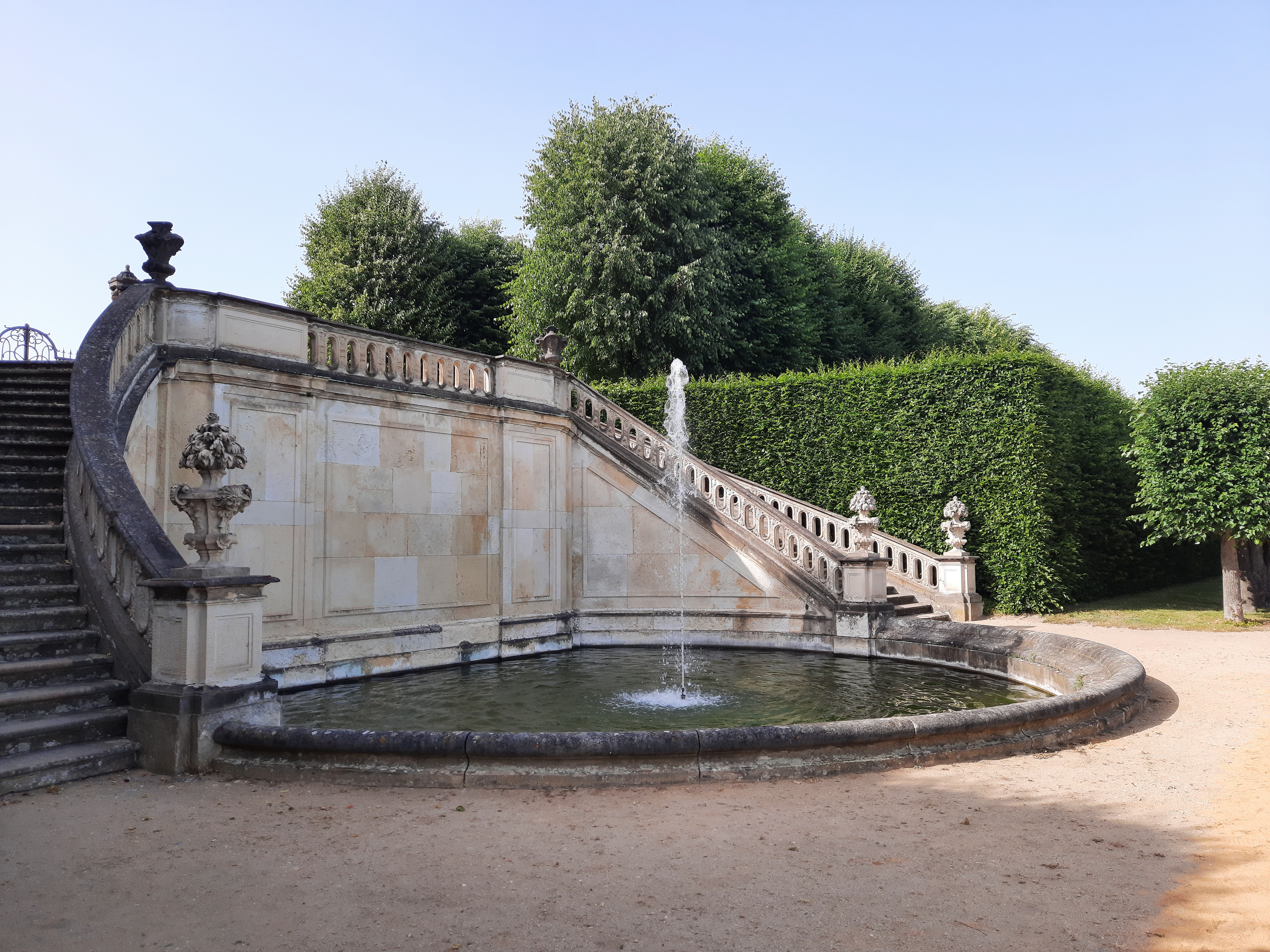
Barockgarten Großsedlitz: Übergang einer horizontalen Balustrade in ein Treppengeländer
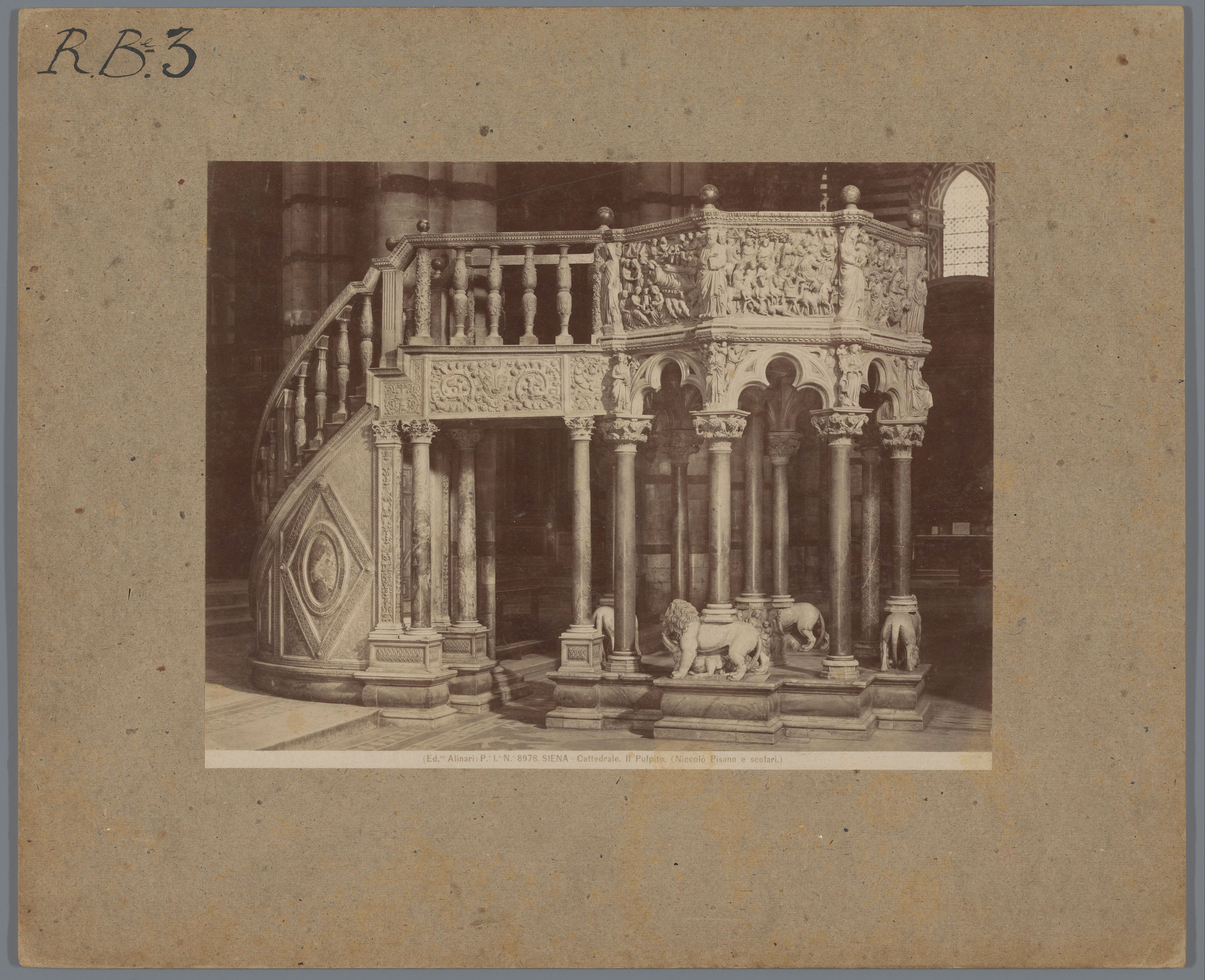
Balustrade von 1543 am Renaissance-Treppenaufgang der Kanzel im Dom von Siena
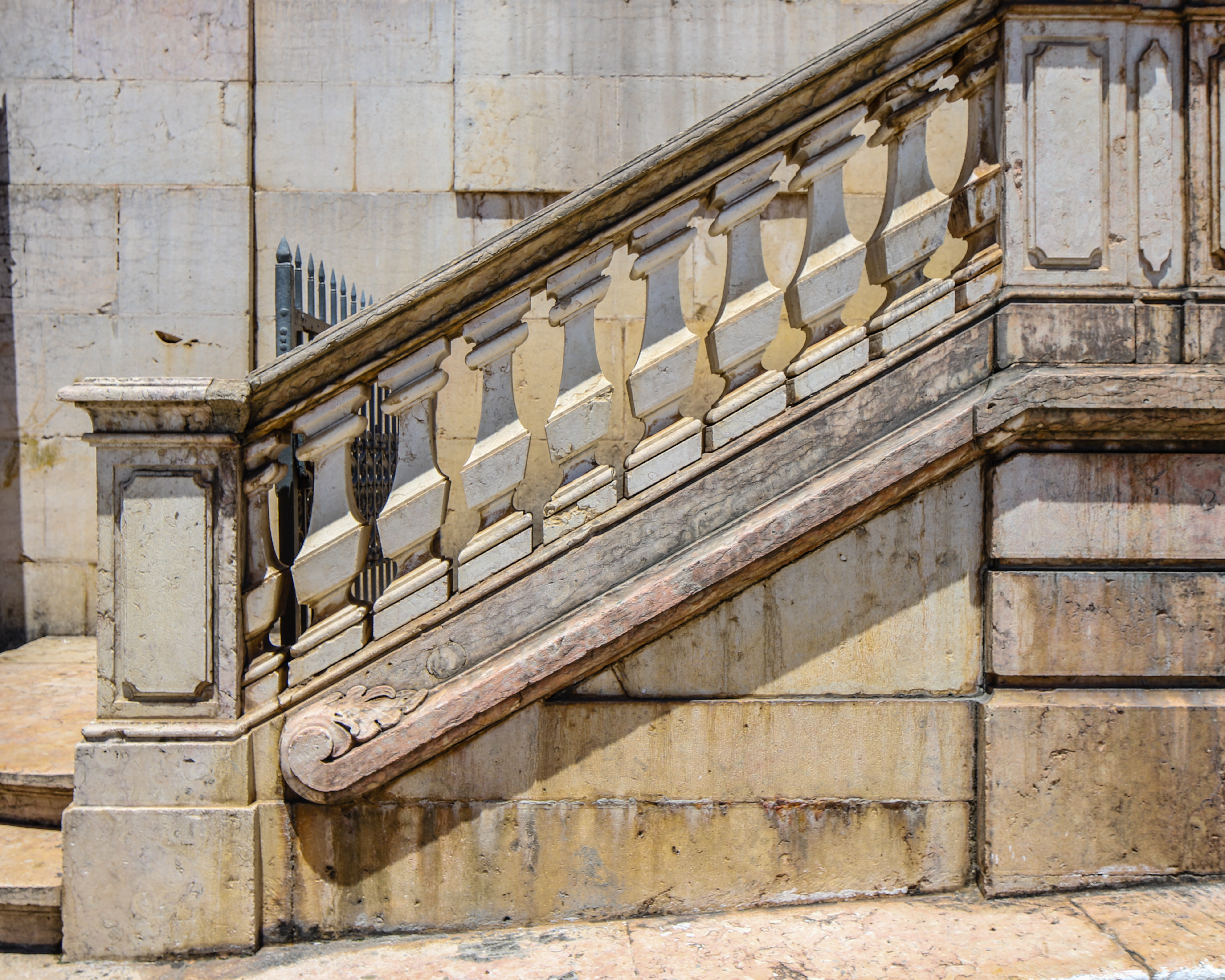
Barockes Treppengeländer (Basilika Unserer Lieben Frau der Unbefleckten Empfängnis, Salvador, Brasilien)
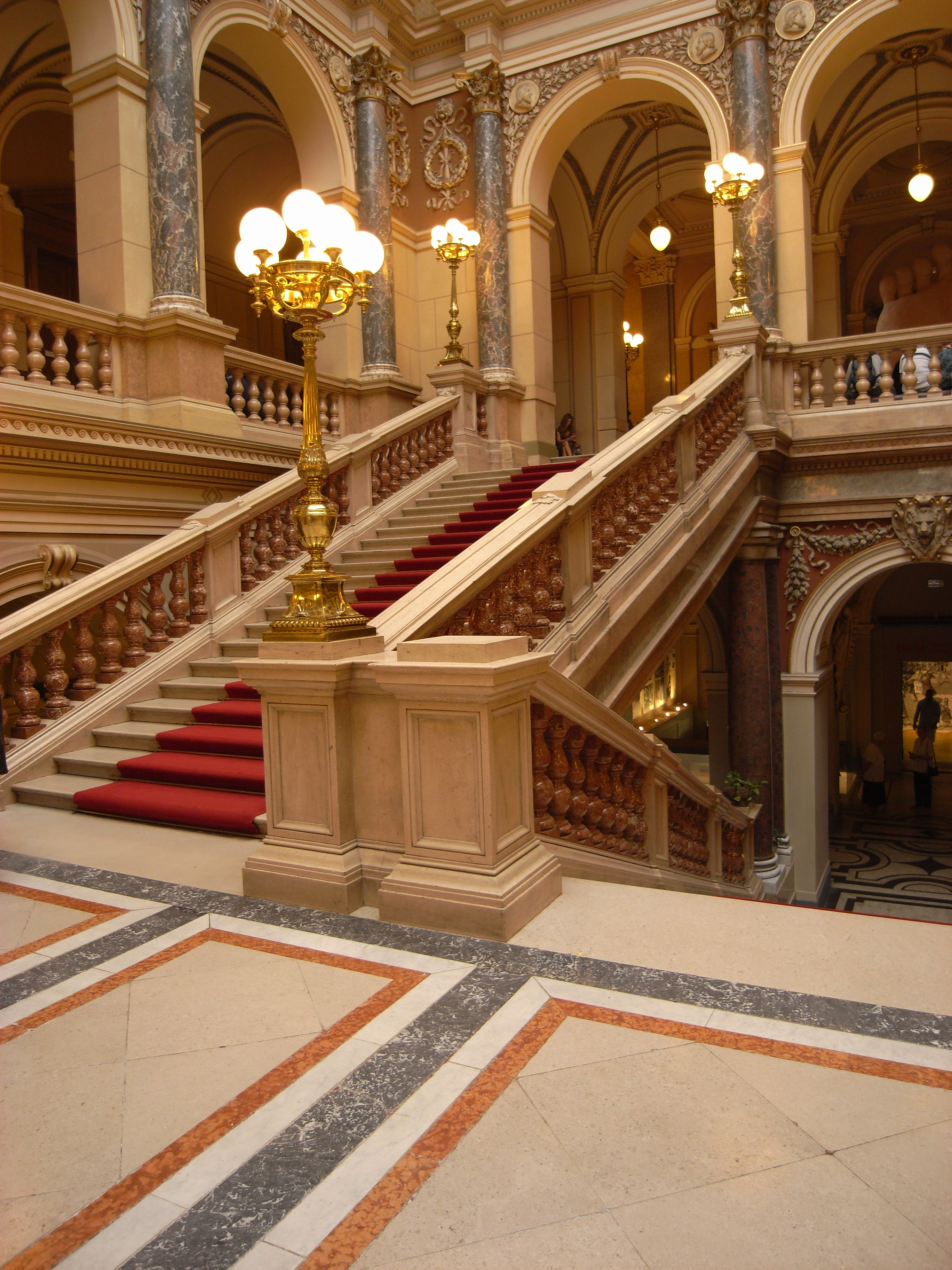
Historistische Prachttreppe aus zwei farblich kontrastierenden Natursteinen mit roten und gelben Balustern (Nationalmuseum in Prag)
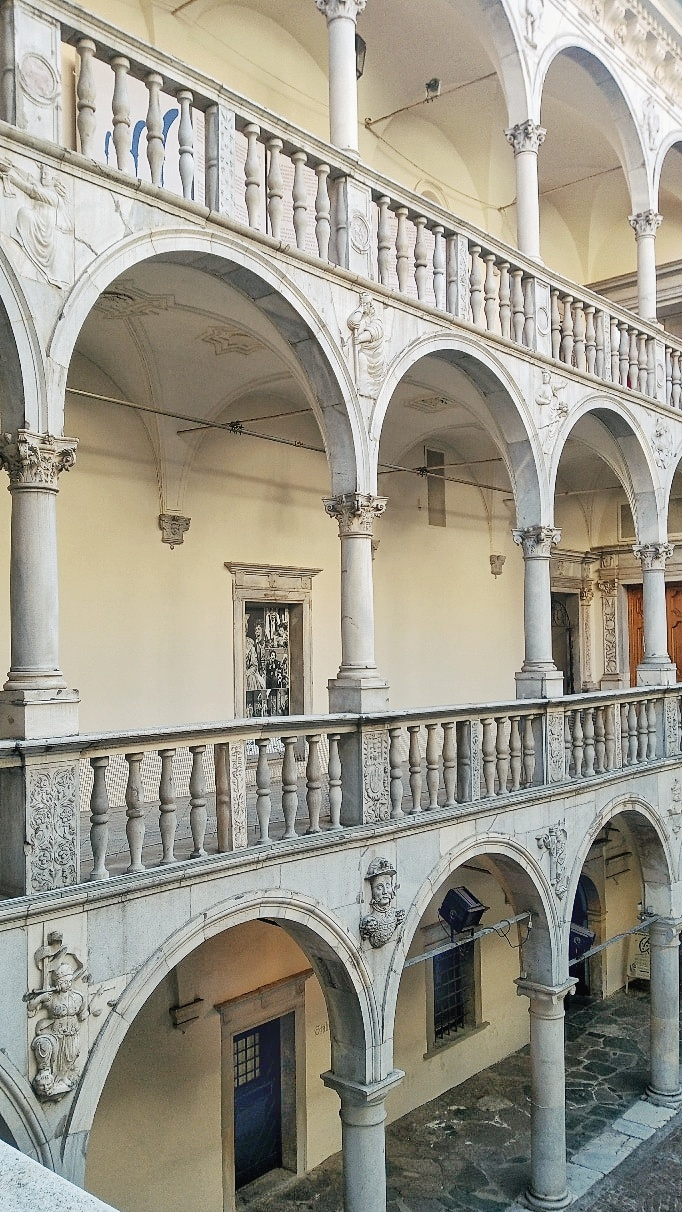
Renaissance-Balustraden im Innenhof von Schloss Porcia
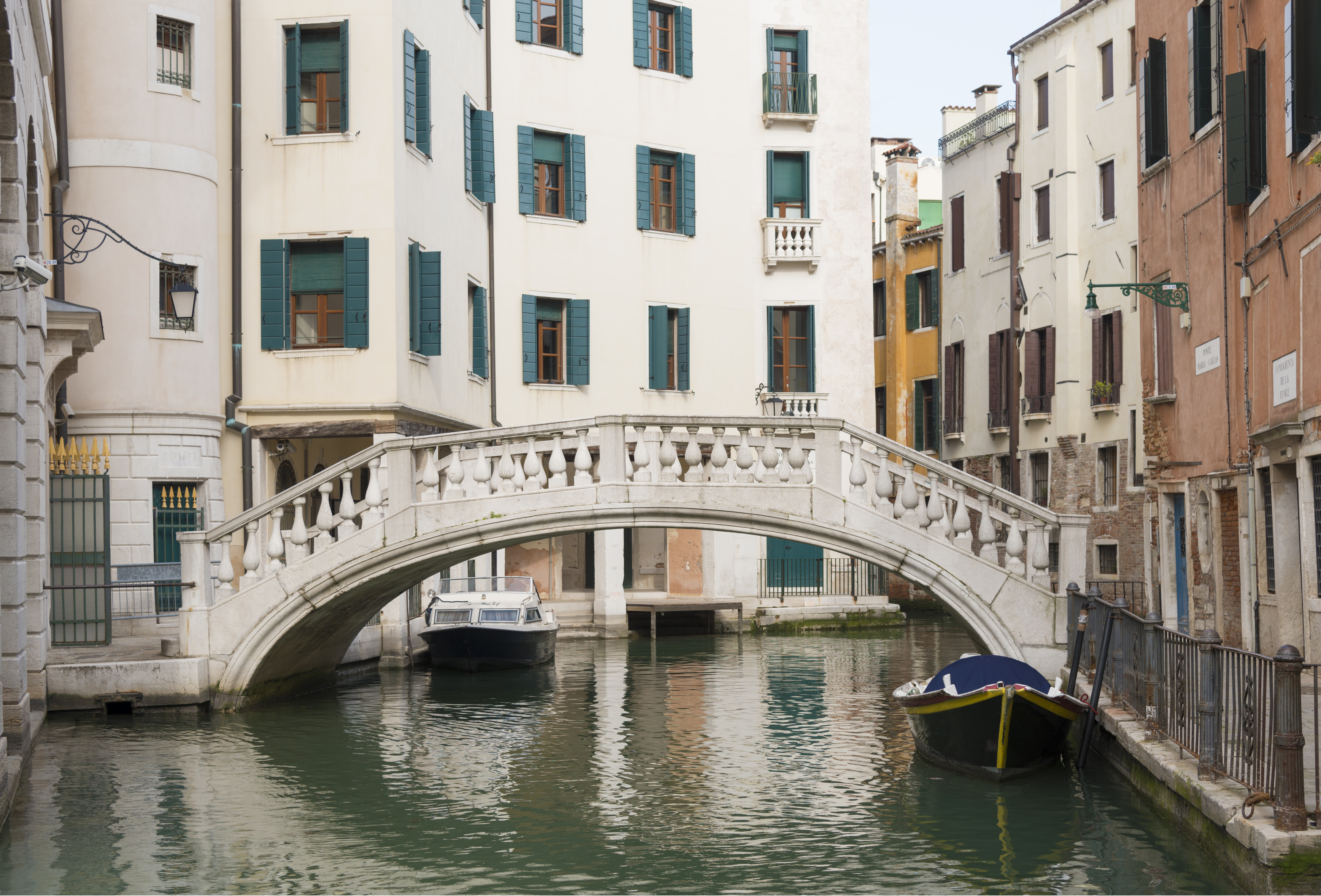
Balustrade als Brückengeländer (Ponte Maria Callas, Venedig)
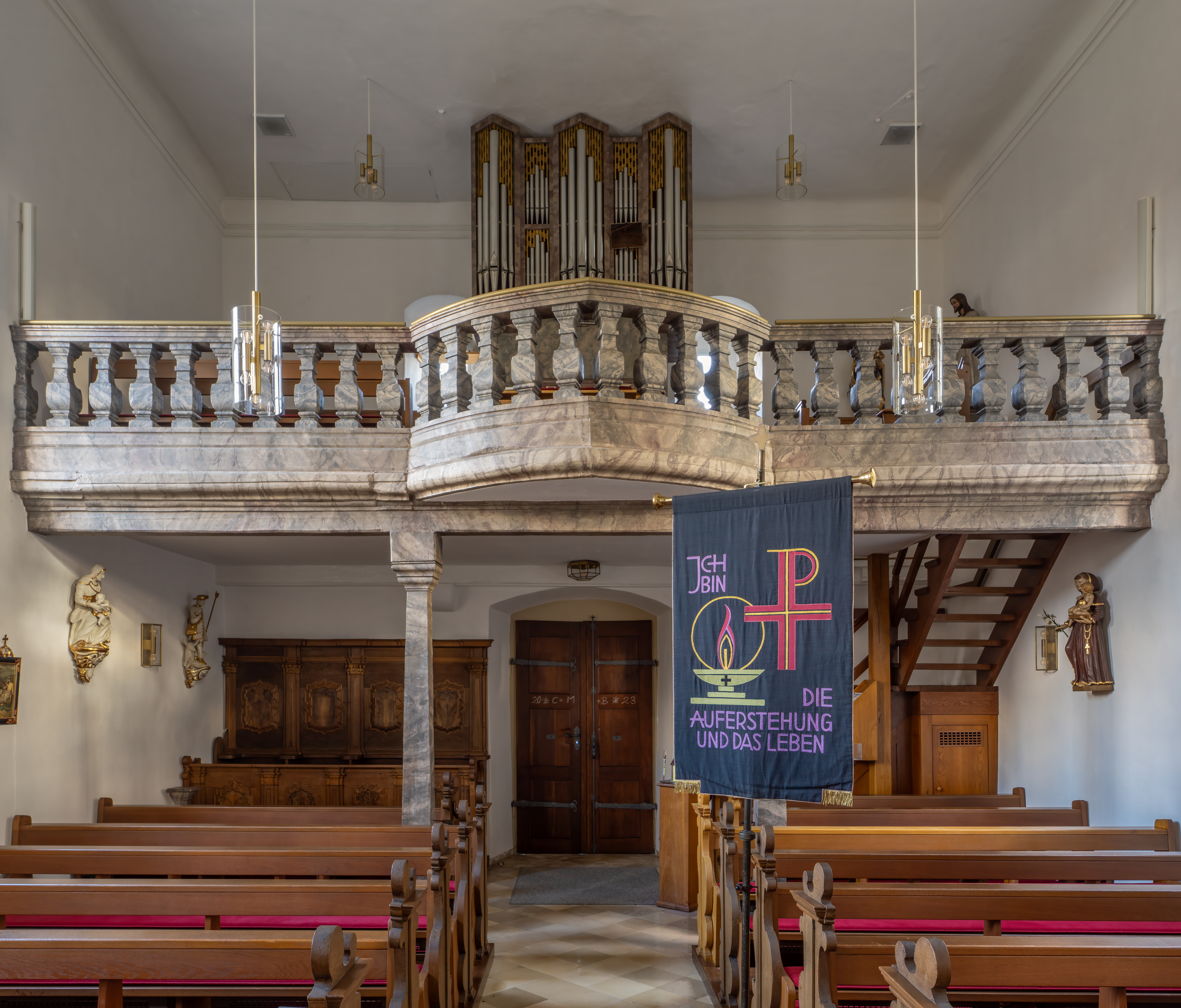
Barocke Balustrade einer Orgelempore (St. Sebastian, Steinsfeld)
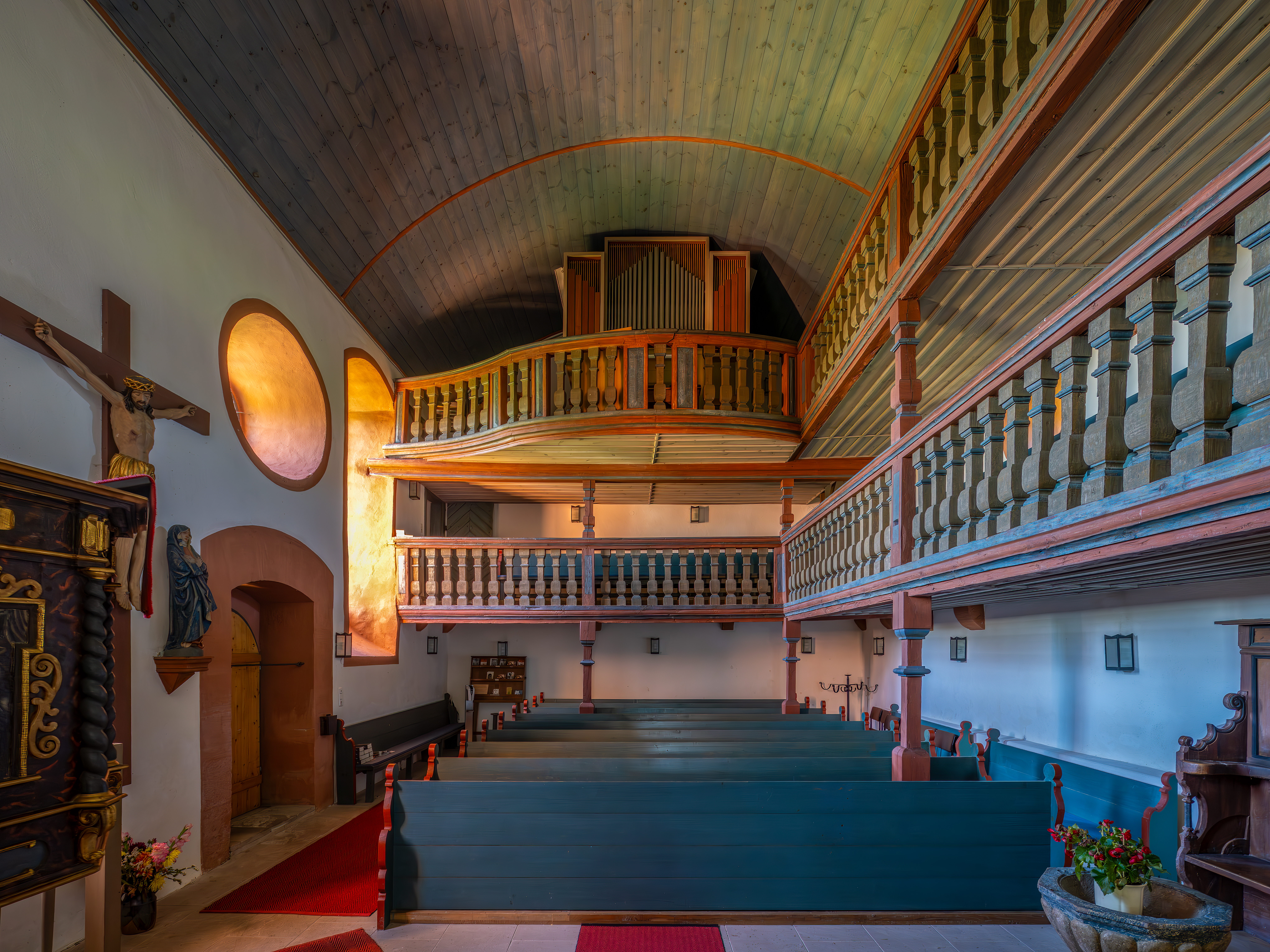
Barocke Balustraden an mehreren Kirchenemporen (St. Johannes der Täufer, Broßbirkach)
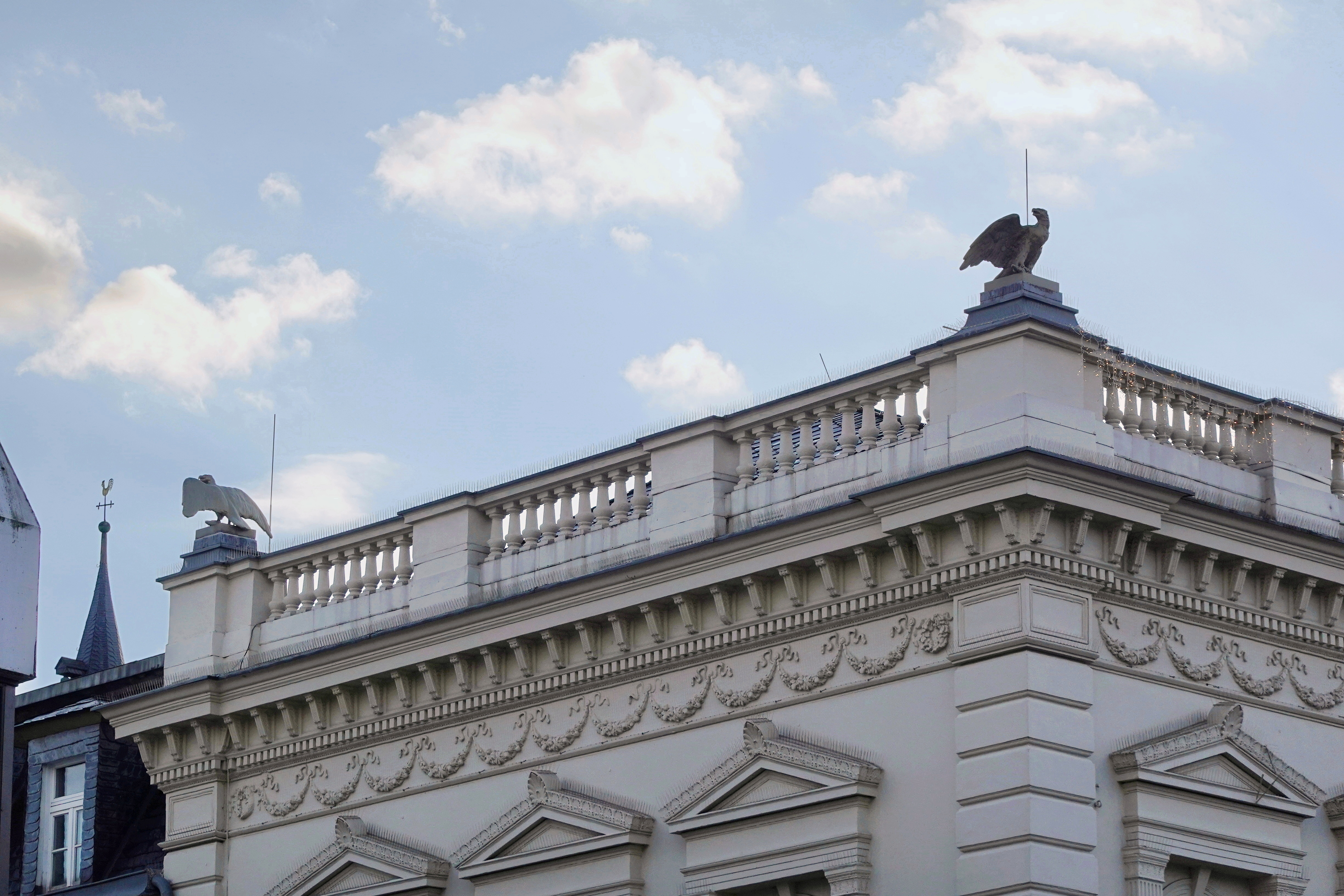
Balustrade als Attika (Altes Rathaus Iserlohn), 1875
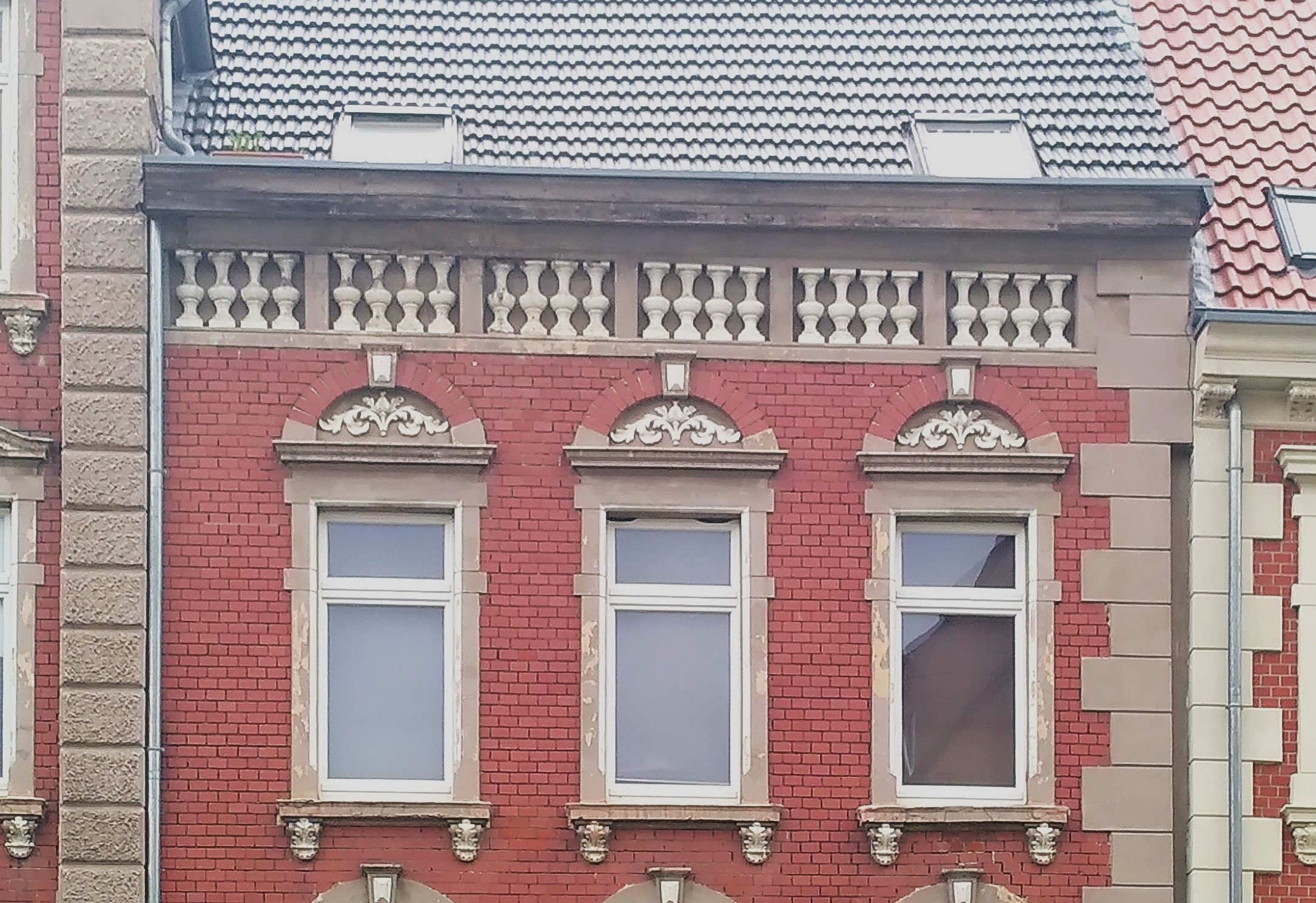
Blend-Balustrade als Attika auf einem gründerzeitlichen Wohnhaus (Göttingen, Gartenstraße 24)
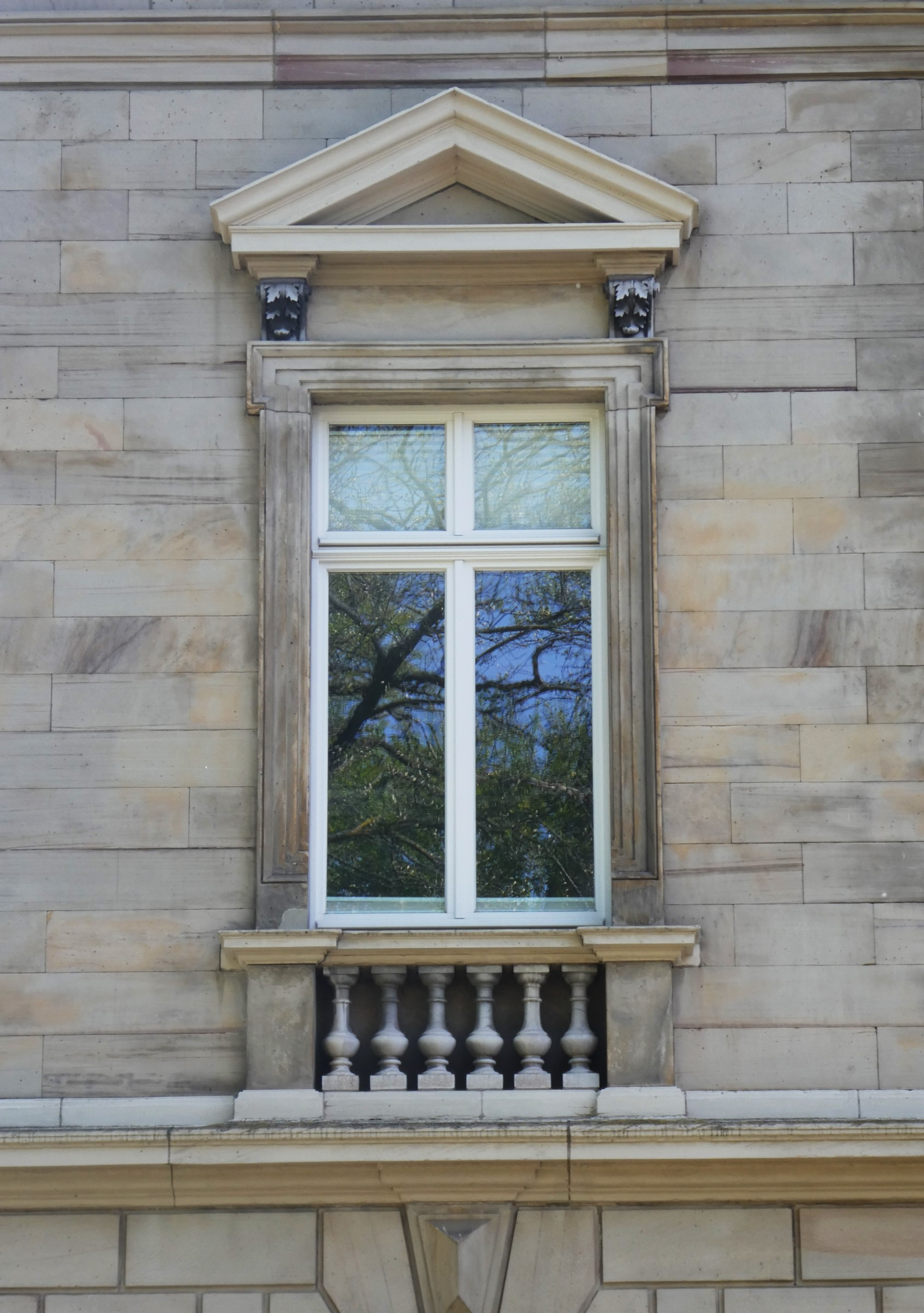
Blend-Balustrade vor einer geschlossenen Fensterbrüstung (Göttingen, Bürgerstraße 42)
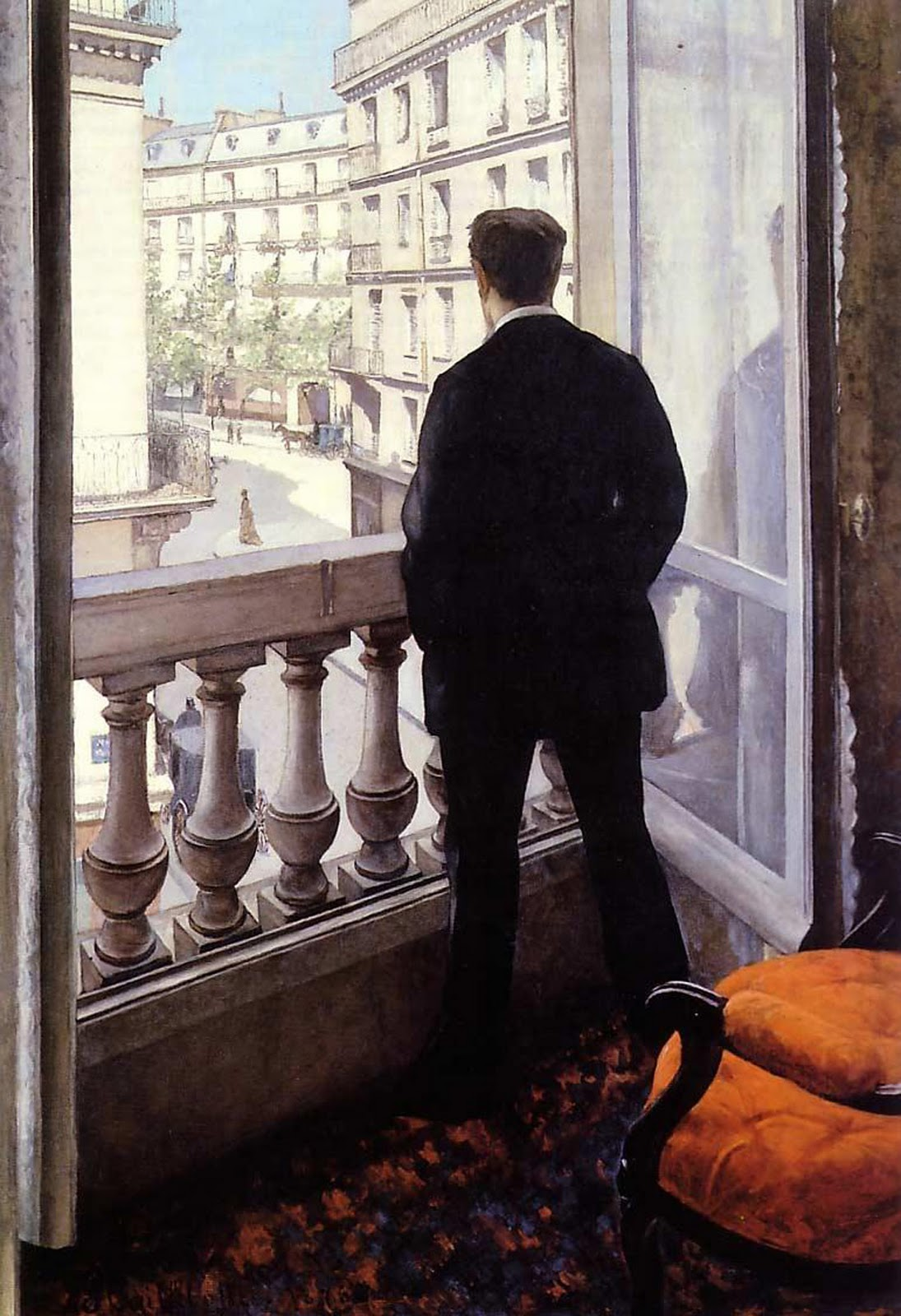
Innenansicht der Balustrade eines Französischen Fensters (Gemälde Junger Mann am Fenster von Gustave Caillebotte, 1876)
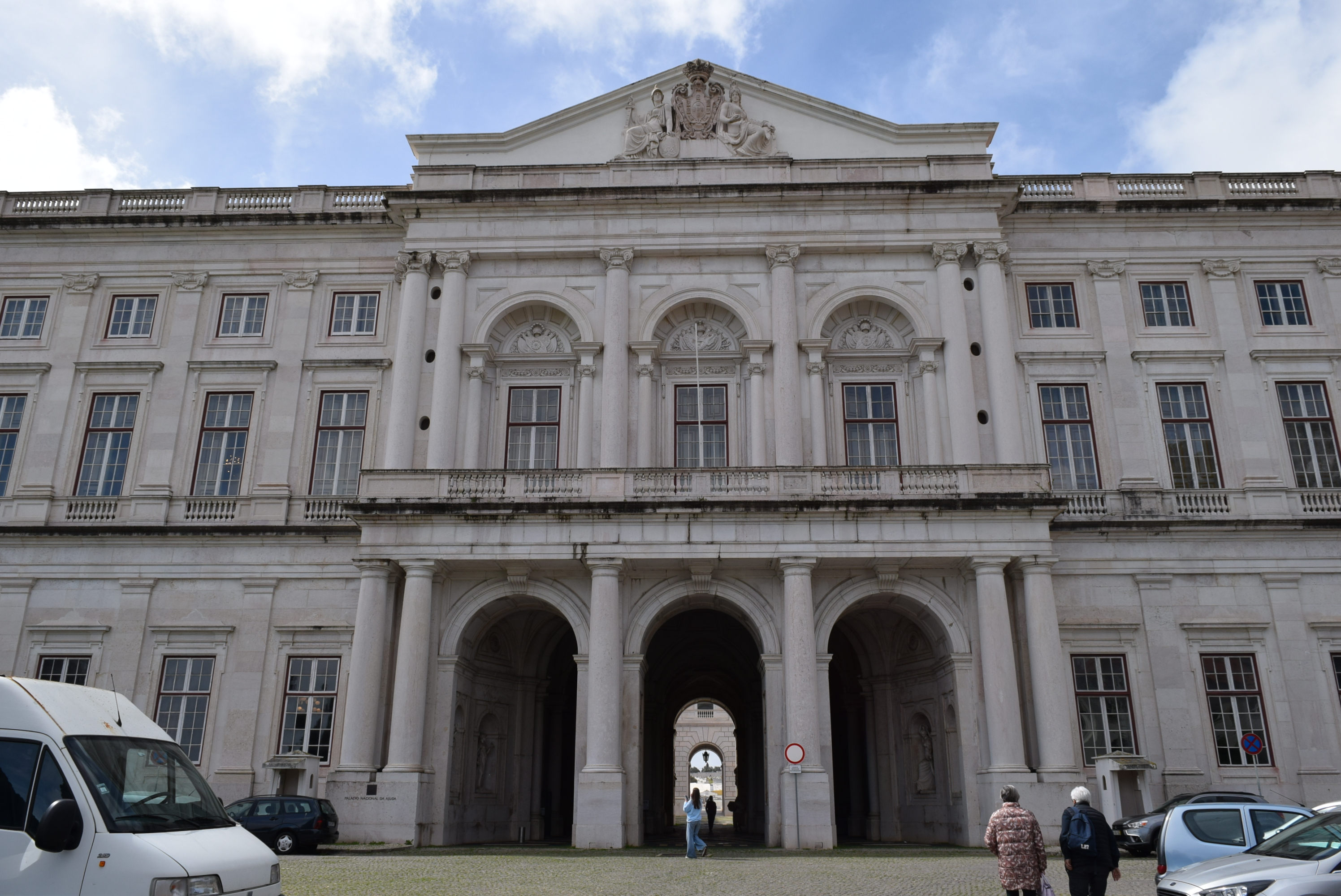
Drei verschiedene Balustraden an Balkon, Blendbrüstung und Attika (Palácio Nacional da Ajuda, Lissabon), 19. Jahrhundert

## Geschichte
In der Antike haben Balustraden mit Balustern nur im Möbelbau eine bedeutende Rolle gespielt, was in stilisierter Form in mittelalterliche Architektur aufgegriffen wurde.
Erst in der toskanischen Renaissance kamen Balustraden im 15. Jahrhundert erneut in Gebrauch, „wohl unter dem Einfluß der Wiederaufnahme antiker Formen und gefördert durch die Vorliebe für seine stereometrisch einfache, aber auch wandlungsfähige Struktur“ (Herbert Siebenhüner).
Häufig wurden Balustraden in Renaissance, Barock und Rokoko sowie den folgenden historistischen Neostilen als zierendes Architekturelement eingesetzt. Ihre Materialvielfalt nahm im 19. Jahrhundert zu; auch Gusseisen in künstlerisch verarbeiteter Form kam zum Einsatz.

## Sonstiges
In seiner dritten Schaffensperiode widmete sich der deutsche Künstler und Bildhauer Johannes Reinarz der Balustrade in Gemälde und Plastik. Dabei erhält die Balustrade oft einen menschlichen, verspielten Charakter und wird in einer reichen Fülle an teils skurrilen Formen dargestellt und abstrahiert.